# Sticherus dichotomus
Sticherus dichotomus là một loài dương xỉ trong họ Gleicheniaceae. Loài này được L. Copel. mô tả khoa học đầu tiên năm 1947.